# Actinodactylus boscii
Actinodactylus boscii is een zeeanemonensoort, de plaatsing in een familie is nog onzeker. De anemoon komt uit het geslacht Actinodactylus. Actinodactylus boscii werd in 1850 voor het eerst wetenschappelijk beschreven door Duchassaing. 